# Andrei Anatoljewitsch Atutschin
Andrei Anatoljewitsch Atutschin (russisch Андрей Анатольевич Атучин, wiss. Transliteration Andrej Anatol'evič Atučin, englisch: Andrey Anatolyevich Atuchin; * 10. September 1980 in Prokopjewsk, Sowjetunion) ist ein russischer Biologe, Illustrator und Paläokünstler. Er ist als Schöpfer von künstlerischen Rekonstruktionen ausgestorbener Tiere und für seinen klaren, detaillierten Stil, der an klassische National-Geographic-Illustrationen erinnert, bekannt.

## Leben
Atutschin zeichnete seit seiner Kindheit gerne Insekten und Dinosaurier, hat aber keine Kunstausbildung abgeschlossen, obwohl er einige Zeit an der Prokopjewsker Kunstschule Nr. 8 studierte. Im Jahr 2006 schloss er sein Studium an der Fakultät für Biologie der Staatlichen Universität Kemerowo ab.
Seit 2005 arbeitet er mit internationalen Verlagen zusammen, wobei seine ersten Arbeiten Illustrationen in Büchern von Dougal Dixon waren.
Atutschins Arbeiten wurden in verschiedenen russischen und internationalen Zeitschriften veröffentlicht, darunter National Geographic, Hunting Yard, Paleomir, Wokrug Sweta. Er illustrierte verschiedene ausländische und russische Publikationen, darunter die populärwissenschaftlichen Schriften Когда Волга была морем (Kogda Wolga byla morem, Als die Wolga ein Meer war), Ящеры Пинеги (Jaschtschery Pinegi, Eidechsen der Pinega), Красная книга Кемеровской области (Krasnaja kniga Kemerowskoi oblasti, Rotes Buch der Oblast Kemerowo) sowie ein Lehrbuch für Studenten mit dem Titel Введение в палеогеографию с элементами палеоэкологии (Wwedenije w paleogeografiju s elementami paleoekologii, Einführung in die Paläogeographie mit Elementen der Paläoökologie).
Seine Werke wurden in Ausstellungen paläontologischer Museen in Russland (z. B. im nach A. A. Borissjak benannten Paläontologischen Institut der Russischen Akademie der Wissenschaften in Moskau und im Museum der Oblast Kemerowo), den USA (Natural History Museum of Utah) und in Spanien präsentiert.
Atutchin hat mit Paläontologen auf der ganzen Welt zusammengearbeitet, um neue Arten für Veröffentlichungen und Pressemitteilungen zu illustrieren, darunter Lythronax (2013), den gefiederten Dinosaurier Kulindadromeus zabaikalicus (2014), Nasutoceratops (2013), den Pliosaurier Luskhan itilensis (2017) und den Ankylosaurier Akainacephalus johnsoni (2018).
2022 zählte Atutschin zu den Illustratoren des Buches Récords y curiosidades de los dinosaurios: Saurópodos y otros sauropodomorfos, das beim Verlag Lynx Edicions erschien.

## Auszeichnungen
- International Dinosaur Illustrating Contest, Museum de Lourinha, Portugal, Ehrendiplom (2002)
- International Dinosaur Illustrating Contest, Museum de Lourinha, Portugal, Ehrendiplom (2009)
- International Palaeontology Illustration Competition, Natal, Brasilien, 1. Platz (2011)
- International Europasaurus Paleo-Artwork Contest, Dinosaurier-Park Münchehagen, Deutschland, 1. Platz (2011)
- III International Contest of Scientific Illustrations of Dinosaurs, Burgos, Spanien, 1. Platz (2011)
- Lanzendorf PaleoArt Prize der Society of Vertebrate Paleontology, für wissenschaftliche Illustration (2020)[13]

## Galerie
Galerie von Werken Andrei Atutschins:

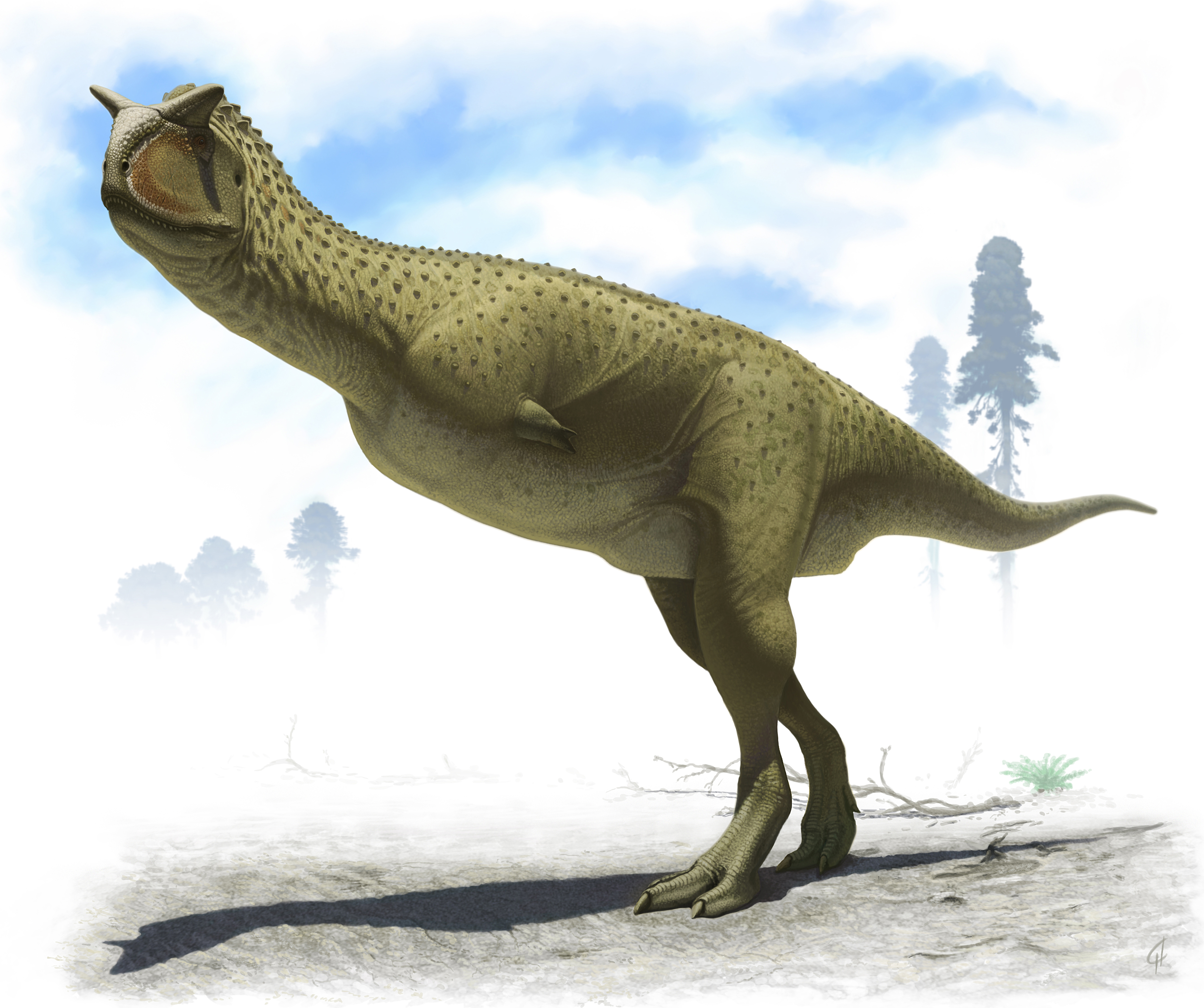
Carnotaurus sastrei (2011)
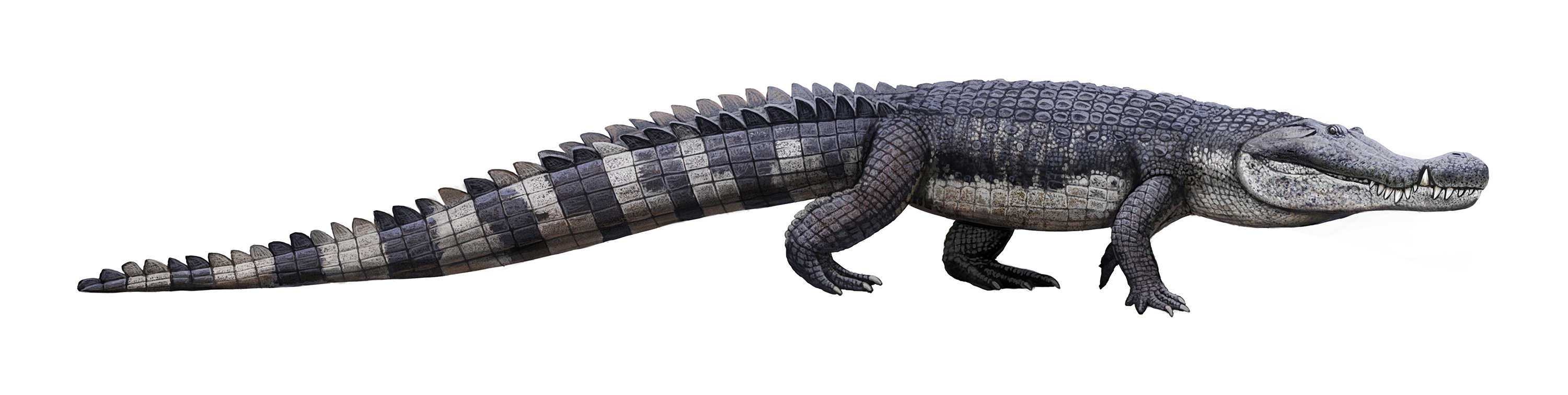
Deinosuchus rugosus (2014)
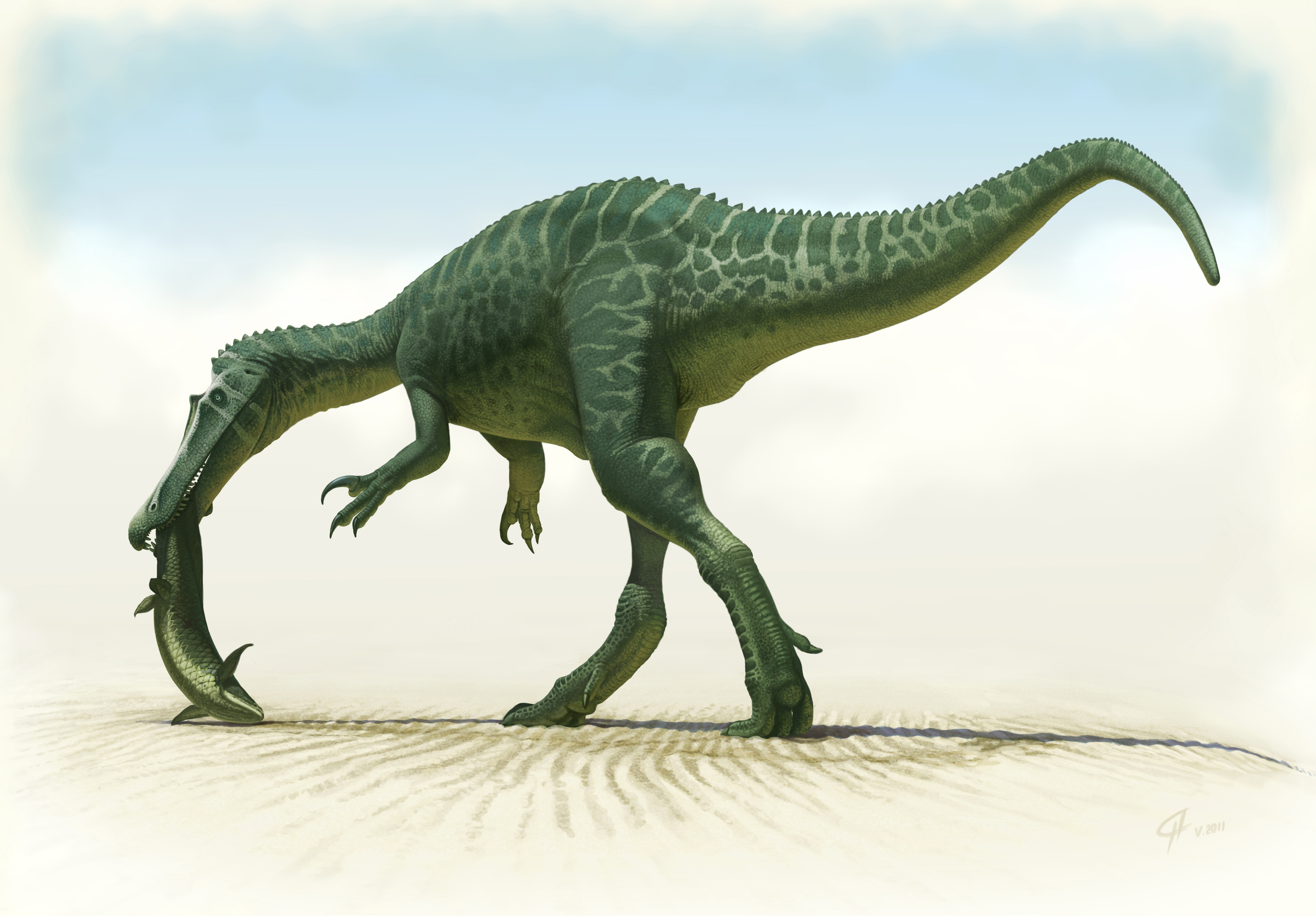
Baryonyx (2011)
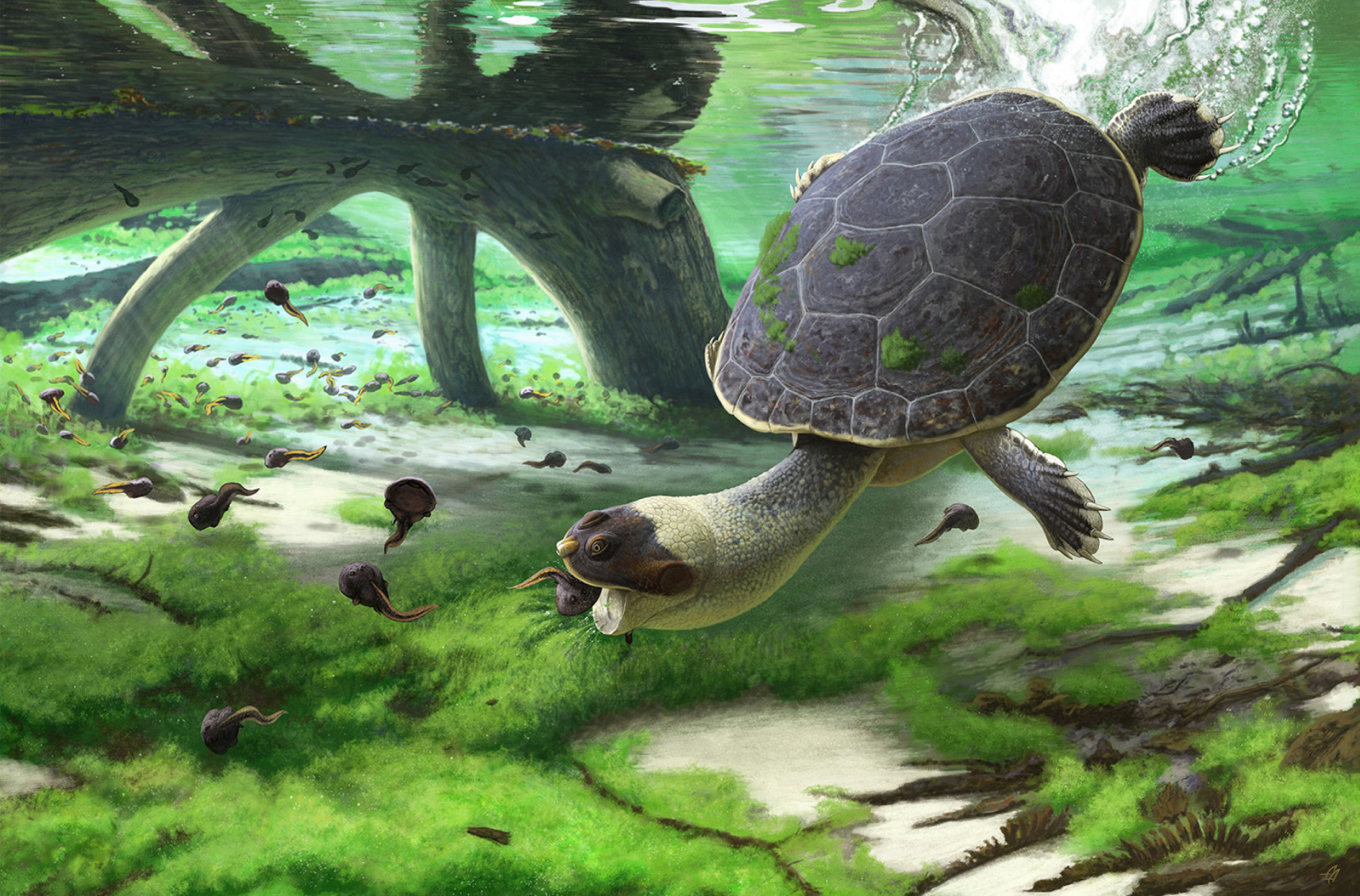
Sahonachelys (2021)
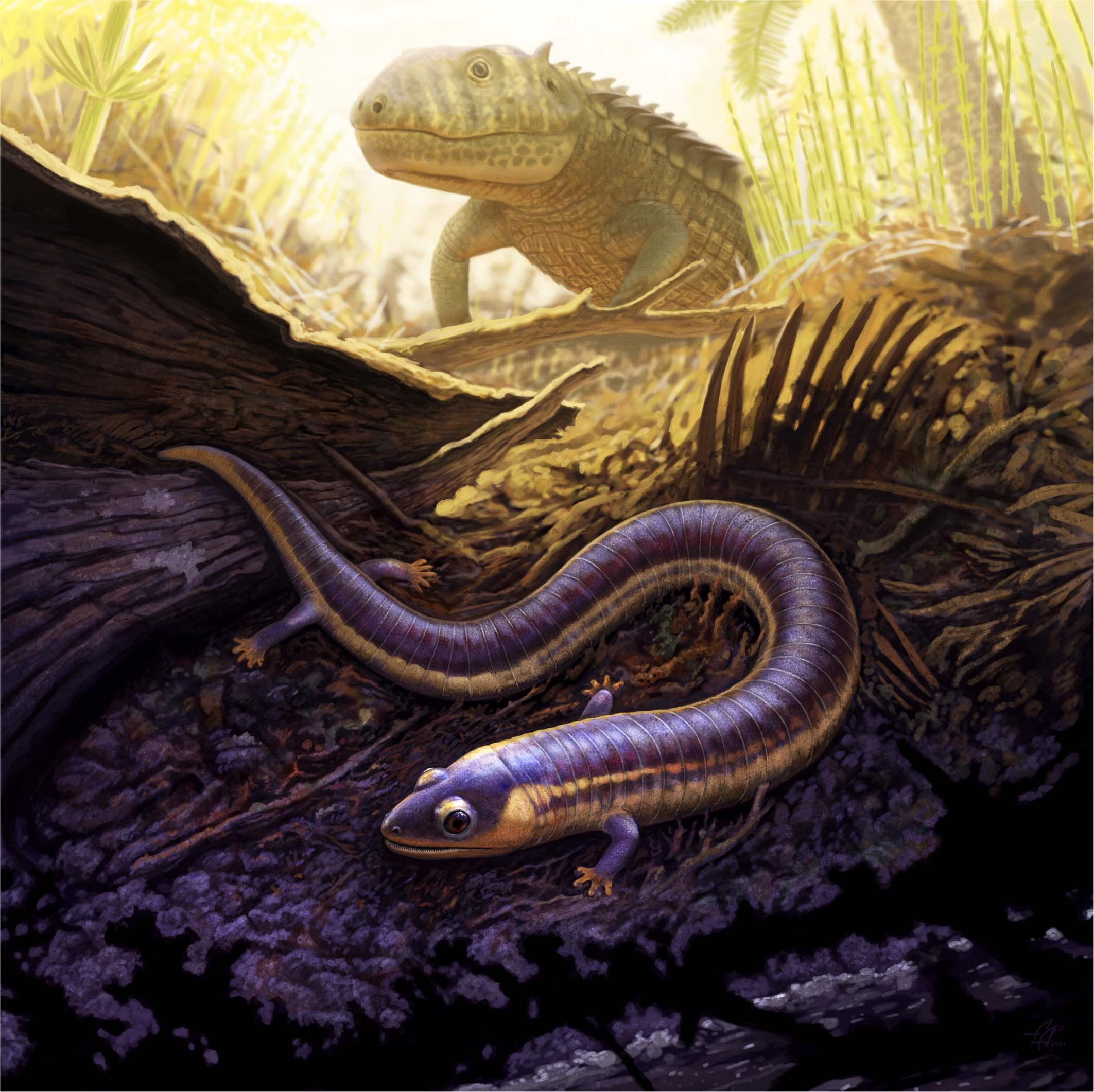
Funcusvermis (2023)
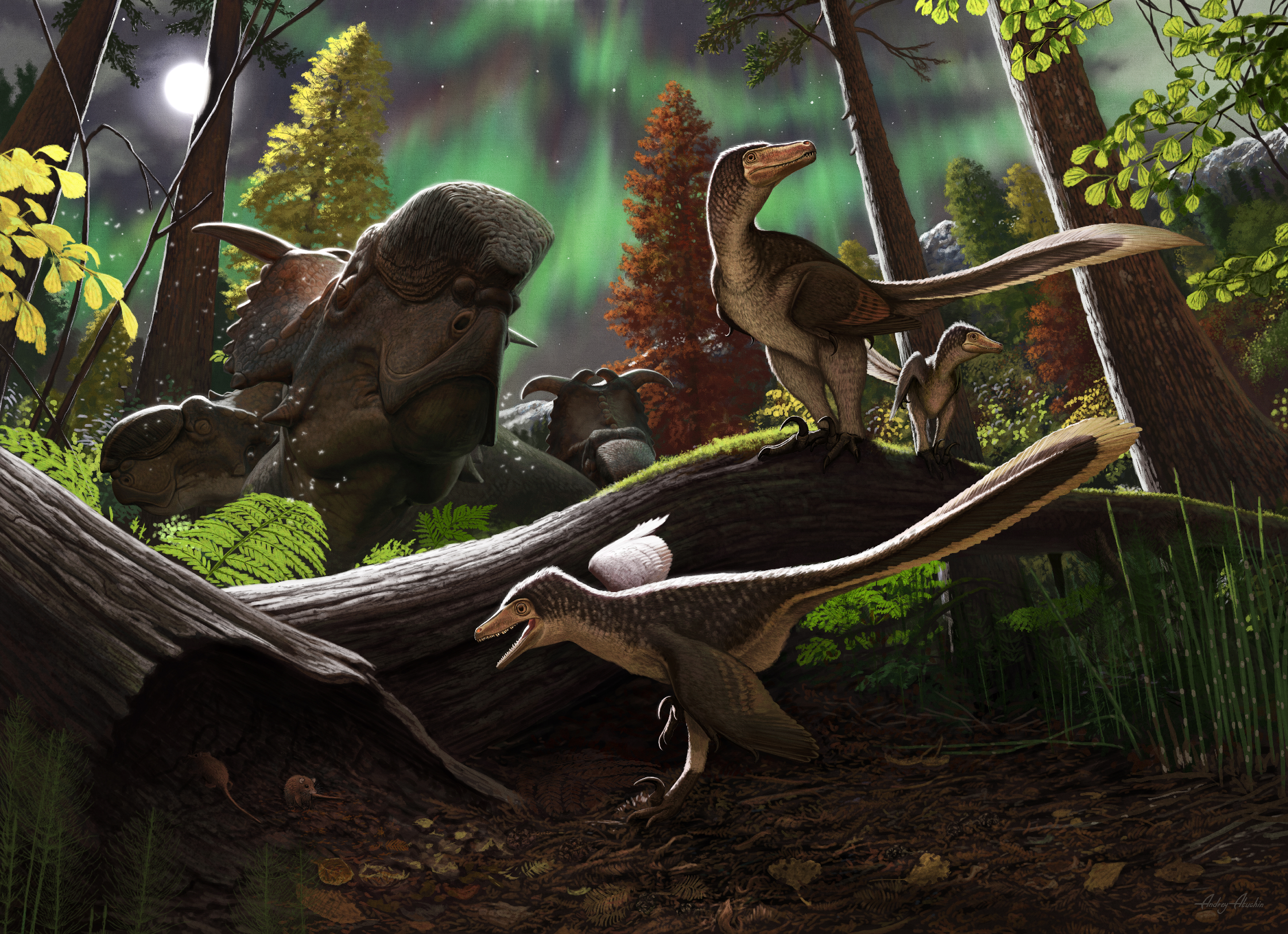
Fauna der Prince Creek Formation (2020)